# Фоллерзоде
Фоллерзоде (нем. Vollersode) — община в Германии, в земле Нижняя Саксония.
Входит в состав района Остерхольц. Подчиняется управлению Хамберген. Население составляет 3057 человек (на 31 декабря 2010 года). Занимает площадь 46,37 км².
Коммуна подразделяется на 8 сельских округов.